# Alfonso García Castell
Alfonso García Castell (Tona) fou un ciclista català professional entre 1954 i 1955. En aquests dos anys va participar en la Volta a Catalunya.

## Palmarès
- 1955: 2n al Gran Premi de Catalunya